# عشق لولی
عشق لولی (انگلیسی: LolliLove) یک فیلم در ژانر کمدی به کارگردانی جینا فیشر است که در سال ۲۰۰۴ منتشر شد.

## بازیگران
- لیندا کاردلیانی
- جیسون سیگل
- جودی گریر
- لوید کافمن
- جیمز گان
- جینا فیشر